# Accidente ferroviario de Gobernador
El Accidente ferroviario de Gobernador fue un accidente ferroviario ocurrido el día 15 de octubre de 1943 en la línea férrea de Linares a Almería a su paso por el municipio español de Gobernador, tramo comprendido entre las estaciones de Pedro Martínez y Moreda, en la provincia de Granada. Se produjo al descarrilar un tren de viajeros que desde Linares-Baeza se dirigía a la capital 
almeriense. Como consecuencia del accidente, murieron veinte personas y un centenar más resultaron heridas de diversa consideración.

## Tren implicado
El tren implicado fue el correo Linares Baeza – Almería. Dicho tren iba formado en el momento del accidente, de cabeza a cola, por la locomotora titular, furgón, coche correo, un coche de primera clase, tres coches de tercera clase, un coche pagador, un vagón jaula que actuaba como tope y una locomotora auxiliar que daba tracción por cola. Las locomotoras del convoy eran dos unidades serie 400 de la Compañía de los Ferrocarriles Andaluces, números 441 -la de cabeza- y 410 -la de cola- (más tarde serían renumeradas por Renfe como 240-2041 y 240-2010).

## Lugar del accidente
El accidente se produjo en las proximidades del punto kilométrico 117,400 de la línea férrea Linares – Almería. Dicho punto corresponde al lugar por el que la línea atraviesa el escarpado desfiladero conocido como barranco del Arroyo de la Cañada, discurriendo sobre un terraplén situado a unos cuarenta metros de altura sobre el cauce de dicho curso fluvial.

## El accidente
Según declaraciones del personal que prestaba servicio en el convoy, el accidente ocurrió a causa de la rotura del rail izquierdo en el sentido de la marcha del mismo (el del lado del barranco), cuando el tren circulaba a una velocidad de unos 40 kilómetros por hora sobre un tramo en pendiente en ligero descenso. La rotura afectó al carril en una extensión de unos dos metros, partiéndose éste en tres trozos; el fallo del carril hizo que el primer coche de tercera clase en el sentido de la marcha descarrilase, lo que provocó a su vez el descarrilamiento de sus dos ejes traseros del coche de primera clase que le antecedía, cortándose el tren a la altura de la unión de dichos coches; el resto de unidades del tren que iban tras el primer coche de tercera clase descarrilaron también, incluida la locomotora de cola; el tren sufrió un segundo corte a la altura de la unión del último coche de tercera clase con el coche pagador y los tres coches de tercera clase cayeron por el terraplén hasta llegar al fondo del barranco, volcando y dando varias vueltas sobre su eje longitudinal, desintegrándose sus cajas de madera debido al vuelco. 

## Investigación tras el accidente
Debido a que en la época se conocía la presencia de partidas de las guerrillas del Maquis en la zona, se tomó declaración al personal de servicio del tren y a varios viajeros del mismo a fin de determinar si el accidente pudiese haberse debido a una acción premeditada; sin embargo, todas las personas interrogadas coincidieron en afirmar que no percibieron nada que pudiese apuntar en tal sentido.